# Hallen (utställning)
Hallen var ett projekt som 1969 samproducerades av de tre svenska, statliga, myndigheterna Riksteatern, Svenska rikskonserter och Riksutställningar. Det rörde sig om en form av allaktivitetsprojekt i Stockholmsförorten Skärholmen, som genomfördes tillsammans med lokala intressegrupper som var engagerade i närmiljöfrågor.

## Bakgrund
Grunden till initiativet var protester mot den svenska regeringens bostadspolitik under andra halvan av 1960-talet. 1968 invigdes vad som skulle bli det omdebatterade bostadsområdet Skärholmen, vilken var ett exempel på den tidens moderna stadsplanering med bostäder som hade karaktären av stora och lådliknande betongkonstruktioner.
Redan på planeringsstadiet riktades kritik mot Skärholmens utseende och konstruktion som, enligt de kritiska, var avsedd som en ”sovstad” till huvudstaden, där människor riskerade att bli isolerade från varandra utan tillgång till gemensamma mötesplatser. Åsikter framfördes som menade också att det var brist på daghemsplatser och lekmiljöer och att barn och ungdomar därför skulle söka sig till andra platser att mötas på och som inte var avsedda för ändamålet – tunnelbanan, butiksrulltrappor och parkeringshus. De upprörda rösterna hävdade att den svenska staten hade skapat ett bostadsområde som inte var anpassat till människor och deras behov. Exempel på debattklimatet finns i Göteborgs-Tidningen, 1969-11-13. Bland annat redogjordes för Riksteaterns inställning i frågan, under rubriken ”Riksteatern lånar lokal i Skärholmen för protest. Vansinnig miljö”.

## Tema
Hallen uppstod som ett samarbetsprojekt mellan myndigheterna Riksutställningar, Svenska Rikskonserter och Riksteatern och intressegrupper för lokala miljöfrågor i Skärholmen. Deltog i arbetet gjorde också byalag och Arkiv samtal. I tidens anda, av personligt socialt engagemang och medborgaransvar, var tanken att projektet skulle bedrivas utanför de etablerade kulturinstitutionerna på ett lokalt plan – hos och av invånarna själva.

Projektets målbeskrivning löd:
Människor ska möta kultur i andra former än sedvanliga teaterföreställningar, konserter, utställningar etc.
Syftet med Hallen var att aktiviteterna, som skulle äga rum i den, skulle hänga samman med varandra enligt mönstret: samtal, aktivitet, föreställning. Inslagen var korta för att få plats med en efterföljande diskussion och samtal, som ibland dök upp i stundens ingivelse på initiativ av den närvarande publiken. Den flexibla miljön lockade konstnärer att söka sig till Hallen för att hitta nya former av publikkontakt, bland annat spelade artisten Fred Åkerström och gruppen Träd, Gräs och Stenar och delade scen med skådespelarna Stig Järrel och Gus Dahlström och elever från Statens scenskola. Innehållet i varje teaterföreställning var till stor del resultatet av diskussioner mellan skådespelarna som sedan hjälptes åt att improvisera fram de olika scenerna.

Så här beskrevs Hallens atmosfär av Ingegerd Bodner, Riksteatern i tidskriften Teatern nummer 4, 1969, rubriken ”Gräsrotskultur i bilhallen”:
Alla kan vara säkra på att bli välkomnade och presenterade för varandra. Vid småborden diskuteras kring vad som står i eftermiddagstidningarna, vad som hänt hemma eller på jobbet. Grupperna uppmanas att välja ämne. Ur dessa samtal växer fram idéer och förslag, som man önskar få konstnärligt belysta. Så startar en aktivitet eller en beställning: med alla till buds stående medel försöker man lyfta ämnet upp på ett åskådligt plan, kort sagt att uttrycka det. Man får använda verkstäder, skådespelare och musiker eller försöka amatörmässigt själv.

## Produktion
Namnet Hallen uppstod naturligt eftersom en tom bilutställningshall förvandlades till projektets tillfälliga lokal och mötesplats där barn och vuxna i närområdet skulle få en chans mötas och lära känna varandra. Bilhallen blev en ljud- och målarverkstad, en lekhörna och ett kafé som serverade kaffe, saft och bullar till självkostnadspris. Arbetet med att ställa i ordning projektet Hallen utfördes av ett 20-tal Skärholmenbor.

### Produktionsteamet
- Initiativ: Ingegerd Bodner, Riksteatern
- Produktionsledare: Margareta Ekarv (Riksutställningar), Ingegerd Bodner (Riksteatern), Solveig Bark (Rikskonserter)

## Genomförande
Projektet var öppet för allmänheten under två veckor i slutet november 1969, onsdag 19 november till söndag 30 november – totalt 12 dagar. Perioden beskrivs av boken Kultur i rörelse – en historia om Riksutställningar och kulturpolitiken som intensiva, och där Hallen fylldes av debatter, föreställningar och konserter. En av arrangörsrapporterna berättar också om problem med både ungdomsmissbruk och dagliga snatterier.

### Dagarna i Hallen
Aktiviteterna i hallen började antingen klockan 10 eller 12, och alla dagar hade ett i förväg bestämt schema. Så här såg första dagen ut vecka ett, onsdag 19 november 1969:
Klockan
- 12-13: Lunch
- 12-18: Verkstad (Musik, form, teater. Handledare från Levande Verkstad och SEPÅ).[förtydliga]
- 18-19: Middag
- 19-21: Verkstaden öppen
- 19.30-cirka 21: Samtal-aktivitet-föreställning. Medverkande Barbro Hörberg och Lars Björkman (textförfattare), Stig Järrel, Ingrid Borthen, Rut Cronström, Gus Dahlström, Thomas Hellberg, Åsa Olsson, Inga-Märta Fröman. Handledare: elever vid Statens scenskola.
- Cirka 21: Fred Åkerström[5]

## Reaktioner
GT-Kvällstidningen, 1969-11-13:
Nu bränner det till i debatten om Skärholmen igen, den nybyggda förorten till Stockholm. – Skärholmen är något av det mest fruktansvärda ett modernt samhälle kan framställa, säger man hos Riksteatern. Där finns t ex tusentals parkeringsplatser men bara ett femtiotal barndaghemsplatser. Men inga lokaliteter för kulturaktiviteter. – Ett fullständigt vansinnigt samhälle!/.../För ett år sedan invigdes Skärholmen med pompa och ståt. Prins Bertil invigningstalade. Och hela kalaset gick på 1,5 miljoner. Två varuhus av jätteformat, 10 restauranger, ett 30-tal specialaffärer, banker, apotek, ungdomsgård, fri- och statskyrka, skolor och pensionärshotell. Allt detta finner man i Skärholmens centrum. Ändå har man kallat Skärholmen för 2000-talets slum. Där finns nämligen ingen biograf, inget bibliotek, ingen teater. Sällan har kritiken varit så enhällig och bitter som i fallet Skärholmen – en stad byggd för bilen och köpenskapen, inte för människan.
Svenska Dagbladet, 1969-11-20:
Skärholmen har kommit blickpunkten igen. Tre stora institutioner – Riksteatern, Rikskonserter och Riksutställningar – har slagit sig samman i en verksamhet som syftar till att naturligt länka in Skärholmsbornas kultur- och samvarointressen i deras egen miljö. På onsdagen öppnades en stor butikslokal, ”Hallen”, vid Måsholmstorget. Där kan man träffas, äta en bit till lågt pris, eller ta med egen mat. I en verkstad kan man måla, i en annan ljuda d.v.s. musicera med enkla musikinstrument (där finns närmare 300 mungigor att tillgå). Varje kväll ända fram till 30 nov. pågår olika aktiviteter./.../
Dagens Nyheter, 1969-11-22:
Stig Järrel föreställde verkmästare Lundström i det fina villakvarteret där det tagit honom flera år att bli du och bror med direktörsgrannen. Gus Dahlström gjorde sig till gammal ensam pensionär, granne med sandlådebarnen./.../Detta och lite till ingick i den föreställning som på fredagskvällen spelades fram i Skärholmshallen, där Riksteatern, Rikskonserter och Riksutställningar nu gör ett tappert försök att liva upp Skärholmens centrum. Materialet till föreställningen diskuterades fram två kvällar tidigare med Skärholmsbor och skådespelarna. Natten till fredagen skrev Lars Björkman och Barbro Hörberg ihop en sorts revy som alltså skulle handla om vad dessa Skärholmsbor tyckte var viktigt i livet. Det handlade, som man kunde vänta, om allt som kändes fel och skevt och galet i förortsplaneringen./.../
Expressen, 1969-12-01:
Skärholmen har definitivt varit gladare mellan den 19-30 november, det återstår att se om Riksteaterns, Rikskonserter och Riksutställningars lovvärda initiativ kan uppföljas. Här framgick med all önskvärd tydlighet att åldersgruppen 7-13 år är eftersatt och i stort behov av aktivering./.../Som vanligt har vissa kritiska röster gjort sig påminda. Andra dagen upptäckte man att skumgummit som barnen hoppade i inte var brandsäkert men ingen olycka inträffade och skumgummit byttes ut. Efter snön gjorde ett fåtal äldre ungdomar sitt bästa för att sabotera verksamheten, genom att använda Hallen som värmestuga och tillhåll för sniffning./.../
Dagens Nyheter Syd-Väst, 1969-12-03:
I två veckor har Skärholmsborna haft ”Hallen”. En tom affärslokal ställdes till invånarnas förfogande av Svenska Bostäder som ett allaktivitetshus. I söndags var Hallen öppen för sista dagen och på kvällen hölls en debatt: ”Hur ska det gå med Hallen?”/.../– Vi ska inte säga att experimentet misslyckades, sa Ingegerd Bodner från Riksteatern, men det blev inte riktigt som vi hade tänkt oss. Vi ville ha hit personer i alla åldrar, men när vi öppnade stormades lokalen av ungdomar, som ville ha en värmestuga och de vuxna vågade inte komma hit. I början blev vi överlupna med arbete av typen diska och bära sopor, men ungdomarna började hjälpa till frivilligt. Lokalen är heller inte den bästa. Dålig akustik, tröttande golv, stora skyltfönster ut mot gatan. – Vi hade hoppats att det skulle bli en modell för andra att ta efter, men de praktiska svårigheterna blev för stora./.../– Vi vet att det är lätt att engagera barn men betydligt svårare med vuxna, sa Lars Olov Sjöstedt från Hyresgästföreningen. Men jag tycker resultatet är positivt ändå. Det är bättre än källare och trappuppgångar där barnen annars står och hänger. – Finns det några här som vill träffas den 8 december och prata om en fortsatt verksamhet? undrade Anna-Greta Gustavsson från barnavårdsnämnden. Vi på barnavårdsnämnden är intresserade av att få fortsätta den här verksamheten./.../– Det är ingen idé att sitta här och förhandla med administratörer och byråkrater, sade Hans Jardal från Arkiv Samtal. Man måste vara många och driva på. Vi ska komma ihåg att allt går att ändra på. Det är inte Gud som har byggt Skärholmen, det är folk.

## Ekonomi
Kostnaden för projektet Hallen beräknades till totalt 19 000 kronor. De olika delkostnaderna angavs till:
- Hyra: 2 500 kronor.
- Inventarier och inredning, inklusive rotunda: 2 000 kronor.
- Textförfattare, skådespelare, scenskolans elever: 9 000 kronor.
- PR och trycksaker: 1 000 kronor.
- Tackarvoden byalaget, antal 40: 2 000 kronor.
- Bespisningsutensilier: 500 kronor.
- Diverse och reserv: 2 000 kronor.[10]